# Eremobelba flexuosa
Eremobelba flexuosa är en kvalsterart som beskrevs av Hammer 1979. Eremobelba flexuosa ingår i släktet Eremobelba och familjen Eremobelbidae. Inga underarter finns listade i Catalogue of Life.